# IX Governo Regional dos Açores
O IX Governo Regional dos Açores foi formado com base nas eleições legislativas regionais de 17 de outubro de 2004, em que o Partido Socialista (PS) obteve a maioria absoluta com  56,97% dos votos. Sendo Carlos César o líder regional do PS, foi convidado a formar governo. O governo foi empossado e entrou em funções a 16 de novembro de 2004, mantendo-se em funções até à posse do novo governo a 18 de novembro de 2008.

## Composição[1][2][3]
| Cargo                                           | Detentor                                    | Partido | Partido                          | Período                                         |
| ----------------------------------------------- | ------------------------------------------- | ------- | -------------------------------- | ----------------------------------------------- |
| Presidente do Governo Regional dos Açores       | Carlos Manuel Martins do Vale César         |         | PS                               | 16 de novembro de 2004 a 18 de novembro de 2008 |
| Secretário Regional da Presidência              | Vasco Ilídio Alves Cordeiro                 |         | PS                               | 16 de novembro de 2004 a 18 de novembro de 2008 |
| Vice-presidente do Governo Regional dos Açores  | Sérgio Humberto Rocha de Ávila              |         | PS                               | 16 de novembro de 2004 a 18 de novembro de 2008 |
| Secretário Regional Adjunto do Vice-Presidente  | Carlos Manuel Corvelo Pereira Rodrigues†    |         | Independente [carece de fontes?] | 16 de novembro de 2004 a 17 de outubro de 2008  |
| Secretário Regional da Educação e Ciência       | José Gabriel do de Meneses                  |         | PS                               | 16 de novembro de 2004 a 18 de novembro de 2008 |
| Secretário Regional da Habitação e Equipamentos | José António Vieira da Silva Contente       |         | PS                               | 16 de novembro de 2004 a 18 de novembro de 2008 |
| Secretário Regional da Economia                 | Duarte José Botelho da Ponte                |         | PS                               | 16 de novembro de 2004 a 18 de novembro de 2008 |
| Secretário Regional dos Assuntos Sociais        | Domingos Manuel Cristiano Oliveira da Cunha |         | PS                               | 16 de novembro de 2004 a 18 de novembro de 2008 |
| Secretário Regional da Agricultura e Florestas  | Noé Venceslau Pereira Rodrigues             |         | Independente [carece de fontes?] | 16 de novembro de 2004 a 18 de novembro de 2008 |
| Secretária Regional do Ambiente e do Mar        | Ana Paula Pereira Marques                   |         | PS                               | 16 de novembro de 2004 a 18 de novembro de 2008 |
| Subsecretário Regional das Pescas               | Marcelo Leal Pamplona                       |         | Independente                     | 16 de novembro de 2004 a 18 de novembro de 2008 |

### Direções Regionais
Cada membro do Governo Regional tem na sua dependência uma ou mais Direções Regionais.
| Cargo                                                                                                 | Detentor                                            | Período                                        |
| Presidência do Governo                                                                                | Presidência do Governo                              | Presidência do Governo                         |
| --- | --------------------------------------------------- | ---------------------------------------------- |
| Diretora Regional das Comunidades                                                                     | Alzira Maria Serpa Silva                            | 18 de dezembro de 2006 – 1 de dezembro de 2008 |
| Diretor Regional da Cultura                                                                           | Vasco Manuel Pimentel Pereira da Costa              | 1 de setembro de 2004 – 1 de dezembro de 2008  |
| Vice-Presidência do Governo                                                                           |                                                     |                                                |
| Diretor Regional do Orçamento e Tesouro                                                               | José António Gomes                                  | 18 de dezembro de 2006 – 1 de dezembro de 2008 |
| Diretor Regional da Organização e Administração Pública                                               | Vítor Jorge Ribeiro dos Santos                      | 18 de dezembro de 2006 – 1 de dezembro de 2008 |
| Diretor Regional dos Assuntos Europeus (direção extinta a 5 de junho de 2006)                         | José Maria Correia Gonçalves Matias                 | 14 de setembro de 2004 – 5 de junho de 2006    |
| Diretor Regional de Estudos e Planeamento dos Açores                                                  | Rui Manuel Gaiola von Amann                         | 13 de dezembro de 2004 – 1 de dezembro de 2008 |
| Secretaria Regional da Presidência                                                                    |                                                     |                                                |
| Diretor Regional dos Assuntos Europeus e Cooperação Externa (direção criada a 5 de junho de 2006)     | Rodrigo Vasconcelos de Oliveira                     | 27 de junho de 2006 – 1 de dezembro de 2008    |
| Secretaria Regional da Educação e Ciência                                                             |                                                     |                                                |
| Diretora Regional da Educação                                                                         | Maria Isabel da Conceição Lopes Rodrigues           | 18 de dezembro de 2006 – 1 de dezembro de 2008 |
| Diretor Regional da Ciência e Tecnologia                                                              | João Luís Roque Baptista Gaspar                     | 23 de novembro de 2004 – 1 de dezembro de 2008 |
| Diretor Regional da Educação Física e Desporto (direção extinta a 5 de junho de 2006)                 | Rui Alberto Gouveia dos Santos                      | 25 de agosto de 2003 – 5 de junho de 2006      |
| Diretor Regional do Desporto (direção criada a 5 de junho de 2006)                                    | Rui Alberto Gouveia dos Santos                      | 18 de dezembro de 2006 – 1 de dezembro de 2008 |
| Diretor Regional da Juventude, Emprego e Formação Profissional (direção extinta a 5 de junho de 2006) | Rui Jorge da Silva Leite Bettencourt                | 22 de novembro de 2004 – 5 de junho de 2006    |
| Diretor Regional do Trabalho e Qualificação Profissional (direção criada a 5 de junho de 2006)        | Rui Jorge da Silva Leite Bettencourt                | 27 de julho de 2006 – 1 de dezembro de 2008    |
| Diretor Regional da Juventude (direção criada a 5 de junho de 2006)                                   | Bruno Miguel Correia Pacheco                        | 4 de julho de 2006 – 1 de dezembro de 2008     |
| Secretaria Regional da Habitação e Equipamentos                                                       |                                                     |                                                |
| Diretor Regional das Obras Públicas e Transportes Terrestres                                          | Paulo Simão Carvalho de Borba Menezes               | 1 de dezembro de 2004 – 1 de dezembro de 2008  |
| Diretor Regional da Habitação                                                                         | José Olivério Moniz da Ponte                        | 1 de dezembro de 2004 – 1 de dezembro de 2008  |
| Secretaria Regional da Economia                                                                       |                                                     |                                                |
| Diretor Regional do Comércio, Indústria e Energia                                                     | José Luís Pimentel Amaral                           | 1 de março de 2007 – 1 de março de 2009        |
| Diretora Regional dos Transportes Aéreos e Marítimos                                                  | Luisa Maria Estrela Rego Miranda Schanderl          | 1 de dezembro de 2004 – 1 de dezembro de 2008  |
| Diretora Regional do Turismo                                                                          | Isabel Maria dos Santos Barata                      | 5 de abril de 2005 – 1 de dezembro de 2008     |
| Diretor Regional do Apoio à Coesão Económica                                                          | Arnaldo Fernandes de Oliveira Machado               | 13 de dezembro de 2004 – 1 de dezembro de 2008 |
| Secretaria Regional dos Assuntos Sociais                                                              |                                                     |                                                |
| Diretora Regional da Saúde                                                                            | Maria Antónia Ferreira Nogueira Sequerra Dutra      | 14 de dezembro de 2004 – 1 de dezembro de 2008 |
| Diretora Regional da Solidariedade e Segurança Social                                                 | Andreia Martins Cardoso da Costa                    | 7 de dezembro de 2004 – 1 de dezembro de 2008  |
| Secretaria Regional da Agricultura e Florestas                                                        |                                                     |                                                |
| Diretor Regional dos Recursos Florestais                                                              | José Fernando Pimentel Mendes                       | 18 de dezembro de 2006 – 1 de dezembro de 2008 |
| Diretor Regional do Desenvolvimento Agrário                                                           | Joaquim Mário Grilo Pires                           | 18 de dezembro de 2006 – 1 de dezembro de 2008 |
| Diretora Regional dos Assuntos Comunitários da Agricultura                                            | Fátima da Conceição Lobão Santos da Silveira Amorim | 11 de janeiro de 2005 – 1 de dezembro de 2008  |
| Secretaria Regional do Ambiente e do Mar                                                              |                                                     |                                                |
| Diretor Regional do Ordenamento do Território e dos Recursos Hídricos                                 | José Virgílio de Matos Figueira Cruz                | 1 de dezembro de 2004 – 1 de dezembro de 2008  |
| Diretor Regional das Pescas                                                                           | Luís Manuel Raposo Fernandes                        | 14 de dezembro de 2004 – 1 de dezembro de 2008 |
| Diretor Regional do Ambiente                                                                          | Eduardo Mário do Val Mendes Carqueijeiro            | 1 de setembro de 2004 – 26 de setembro de 2006 |
| Diretor Regional do Ambiente                                                                          | Frederico Abecasis David Cardigos                   | 26 de setembro de 2006 – 1 de dezembro de 2008 |